# Dekanat Rhön
Das Dekanat Rhön ist eines von zehn Dekanaten im römisch-katholischen Bistum Fulda. Es umfasst grob den östlichen Teil des Landkreises Fulda. Es grenzt im Norden und Osten an das Dekanat Hünfeld-Geisa, im Süden an das Bistum Würzburg und im Westen an die Dekanate Fulda und Neuhof-Großenlüder.
Dechant ist Carsten Noll, Pfarrer von Eckweisbach, sein Stellvertreter ist Dr. Guido Pasenow (Eichenzell).

## Geschichte
Mit der Dekanatsreform zum 1. April 2007 wurde das Dekanat Rhön als eines von zehn Dekanaten des Bistums Fulda neu errichtet. Es entstand aus den bisherigen Dekanaten Hilders, Margretenhaun, Eichenzell und Weyhers.

## Gliederung
Das Dekanat Rhön gliedert sich in die folgenden vier Pastoralverbünde:
| Pastoralverbünde         | zugehörige Pfarreien und Kuratien mit Filialen |
| ------------------------ | --- |
| St. Marien Eichenzell    | - St. Peter und Paul (Eichenzell) mit den Filialen Hl. Familie (Rönshausen) und Heilig Kreuz (Welkers) sowie der Auferstehungskirche (Löschenrod) - St. Cosmas und Damian (Hattenhof) mit den Filialen St. Sebastian (Kerzell) und St. Barbara (Rothemann) - St. Jakobus (Büchenberg) mit den Filialen St. Odilia (Döllbach) und Mariae Geburt (Zillbach) - Heilig Kreuz (Lütter) |
| St. Margareta Vorderrhön | - Hl. Schutzengel Vorderrhön mit der Pfarrkirche St. Maria vom Berge Karmel (Schwarzbach) sowie den Filialen Christkönig (Obernüst), St. Anna (Gotthards), St. Margareta (Margretenhaun), St. Sebastian (Traisbach), St. Isidor (Wiesen), St. Sebastian und St. Rochus (Wissels), Zur Schmerzhaften Mutter (Almendorf), St. Laurentius (Kleinsassen), St. Wilhelm (Wolferts), St. Vitus und St. Anna (Elters), St. Anna (Friesenhausen), St. Antonius d. Einsiedler u. St. Placidus (Dipperz), St. Georg (Hofbieber), St. Johannes der Täufer (Allmus), St. Rochus und Apollonia (Langenbieber) und St. Valentin und Jakobus der Ältere (Niederbieber) und der Milseburgkapelle St. Gangolf |
| St. Michael Hohe Rhön    | - St. Michael (Seiferts) - St. Johannes der Täufer (Batten) mit der Filiale St. Wendelin (Thaiden) - St. Michael (Eckweisbach) - St. Bartholomäus (Hilders) mit der Filiale St. Josef (Wickers) - St. Johannes der Täufer (Lahrbach) mit den Filialen St. Elisabeth (Lahrbach) und St. Johannes der Täufer (Tann) - St. Jakobus der Ältere (Reulbach) mit den Filialen St. Georg und St. Valentin (Brand) sowie St. Antonius von Padua (Dietges) - St. Johannes der Täufer (Simmershausen) - St. Michael (Wüstensachsen) |
| St. Wendelinus Hohe Rhön | - St. Bartholomäus (Dietershausen) - St. Georg (Poppenhausen) mit der Filiale St. Laurentius (Sieblos) - Mariae Himmelfahrt (Gersfeld/Rhön) mit der Wendelinuskapelle (Wachtküppel) - St. Martin (Schmalnau) - St. Bonifatius (Weyhers) mit den Filialen Mariae Heimsuchung (Oberrod) und St. Kilian (Ried) - St. Jakobus (Thalau) |